# Velloziaceae
Velloziaceae – rodzina roślin z rzędu pandanowców. Wyróżnia się w niej 6–8 rodzajów liczących ok. 240–250 gatunków. Rośliny z tej rodziny rosną niemal wyłącznie na siedliskach skrajnie suchych.

## Rozmieszczenie geograficzne
Jedyny przedstawiciel podrodziny Acanthochlamydoideae występuje w południowych Chinach. Większość pozostałych roślin z tej rodziny występuje w Ameryce Południowej na obszarach na południe od Amazonia. Tylko jeden gatunek rośnie w północno-zachodnim krańcu Ameryki Południowej. W Afryce na południe od Sahary, w zachodnim Madagaskarze, na południowym krańcu Półwyspu Arabskiego rosną przedstawiciele dwóch rodzajów – Xerophyta i Barbacenia.

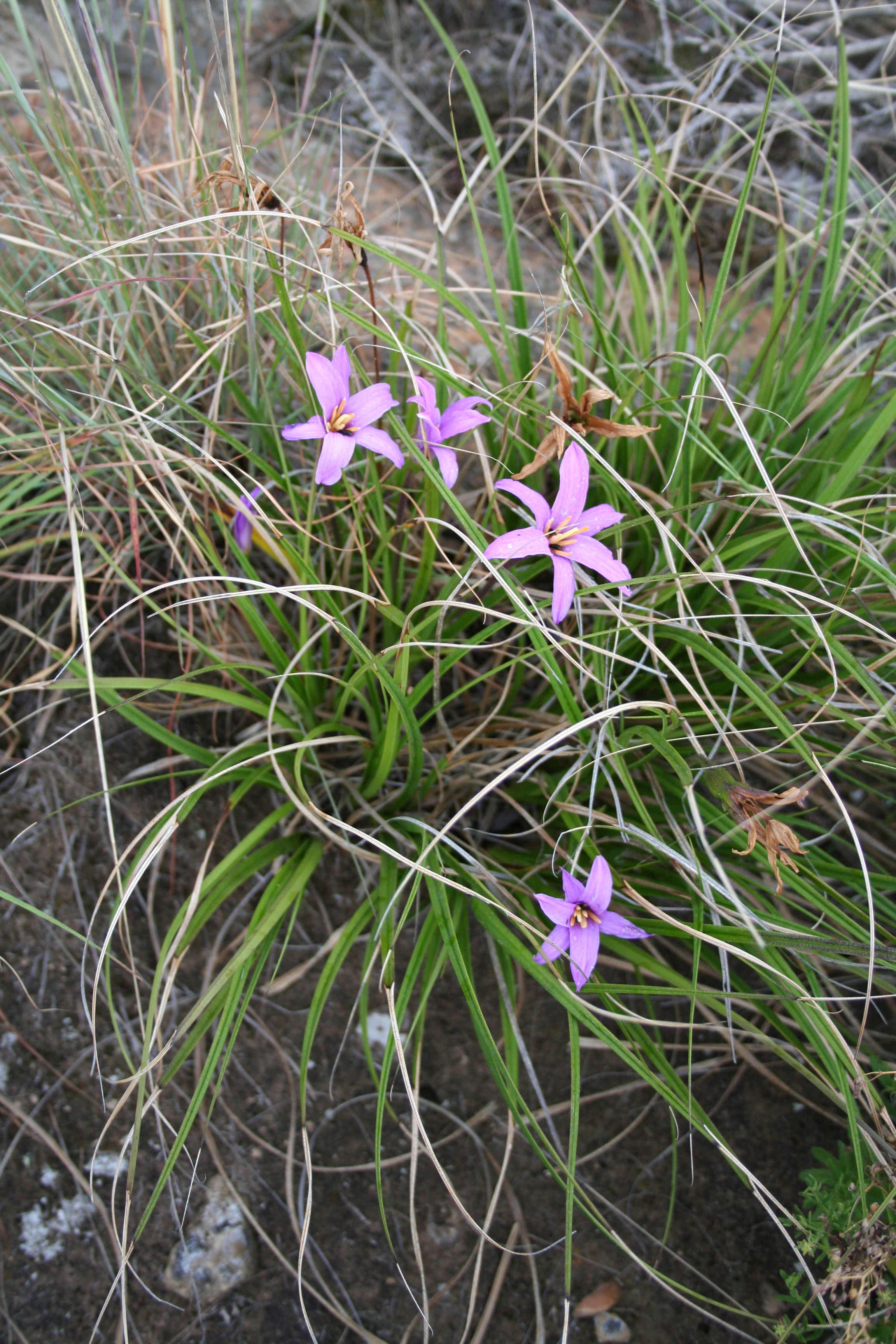
Xerophyta viscosa

## Morfologia
PokrójKserofityczne byliny i rośliny krzewiaste o drewniejącym pędzie. Rośliny te wyróżniają się charakterystyczną budową pędu. Proste lub widlasto rozgałęziające się łodygi są cienkie, ale okrywają je twardniejące podstawy liści. W dodatku wyrastające z wyższych partii łodygi korzenie przybyszowe rosną w dół, przerywając blaszki liście i tworząc szczelny płaszcz otaczający pęd. W efekcie tak zbudowane pędy osiągają grubość do 15 cm.
LiścieUłożone spiralnie, skupiają się zwykle tylko na szczycie pędu. Równowąskie, twarde o trwałej nasadzie obejmującej łodygę. Całobrzegie lub kolczasto ząbkowane na brzegu.
KwiatyPromieniste, wyrastają pojedynczo lub w liczniejszych, luźnych skupieniach na szczycie pędu. W rodzaju Acanthochlamys kwiaty zebrane są po kilka w główki. Kwiaty są obupłciowe z wyjątkiem jednopłciowych w rodzaju Barbaceniopsis. Niezróżnicowany okwiat składa się z dwóch trójkrotnych okółków, których listki mają jaskrawe barwy od białych przez żółte, purpurowe do jaskrawo niebieskich. U niektórych gatunków listki te u podstawy są zrośnięte. Pręciki także rosną w dwóch okółkach po 3, przy czym u niektórych roślin rozdzielają się tworząc 6 pęczków liczących w sumie 18 do 66 pręcików. Zalążnia jest dolna lub wpół dolna, składa się z 3 owocolistków.
OwoceTorebki zawierające liczne, drobne nasiona. Torebki pękają wzdłuż szwu górnego lub nieregularnie wysypując nasiona roznoszone przez wiatr. Nasiona zawierają drobny zarodek otoczone twardym skrobiowym bielmem.

## Systematyka
Pozycja systematyczna według Angiosperm Phylogeny Website (aktualizowany system APG IV z 2016)
|  | Stemonaceae                                                                            |
|  |                                                                                        |
|  | \| \| pandanowate Pandanaceae \| \| \| \| \| \| okolnicowate Cyclanthaceae \| \| \| \| |
|  |                                                                                        |
|  | pandanowate Pandanaceae                                                                |
|  |                                                                                        |
|  | okolnicowate Cyclanthaceae                                                             |
|  |                                                                                        |

|  | pandanowate Pandanaceae    |
|  |                            |
|  | okolnicowate Cyclanthaceae |
|  |                            |

|  | Stemonaceae                                                                            |
|  |                                                                                        |
|  | \| \| pandanowate Pandanaceae \| \| \| \| \| \| okolnicowate Cyclanthaceae \| \| \| \| |
|  |                                                                                        |
|  | pandanowate Pandanaceae                                                                |
|  |                                                                                        |
|  | okolnicowate Cyclanthaceae                                                             |
|  |                                                                                        |

|  | pandanowate Pandanaceae    |
|  |                            |
|  | okolnicowate Cyclanthaceae |
|  |                            |

Podział na rodzaje
podrodzina Acanthochlamydoideae P. C. Kao
- Acanthochlamys P.C.Kao – takson monotypowy z gatunkiem Acanthochlamys bracteata

podrodzina Vellozioideae Rendle
- Barbacenia Vand., w tym Burlemarxia N.L.Menezes & Semir i Pleurostima Rafinesque
- Barbaceniopsis L.B.Sm.
- Nanuza L.B.Sm. & Ayensu
- Vellozia Vand.
- Xerophyta Juss.

## Zastosowanie
Niektóre gatunki są uprawiane jako ozdobne (np. pochodzące z Afryki południowej rośliny z rodzaju Barbacenia). Czasem pędy niektórych gatunków wykorzystywane są jako pochodnie lub robi się z nich pędzle.